# Sophie Stecker
Sophie Stecker (* 28. August 1864 in Schmallenberg; † 19. November 1957 ebenda) war eine deutsche Unternehmerin. 

## Leben

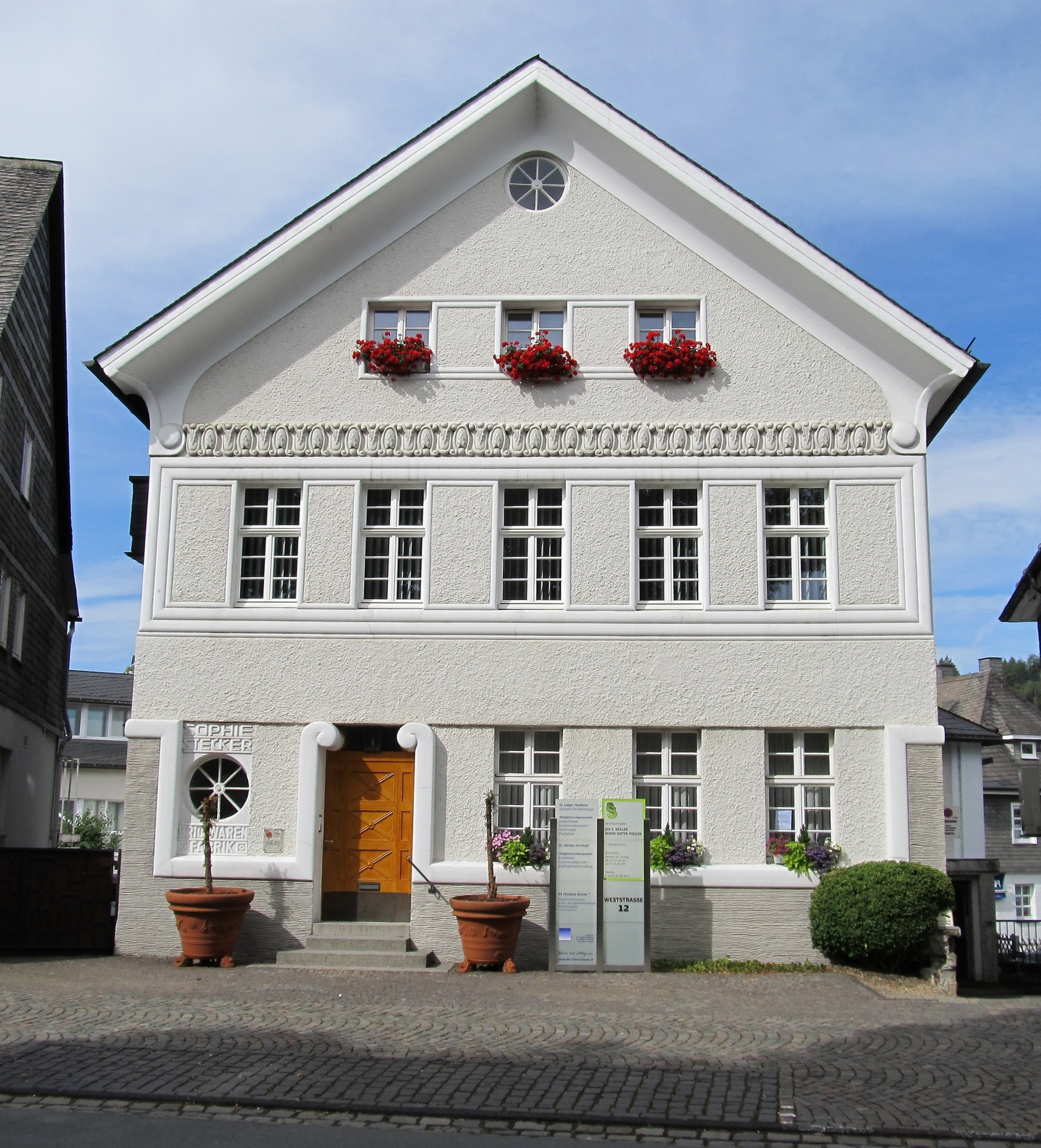
Haus Sophie Stecker Strickwarenfabrik

Der Vater war ein gelernter Schieferdecker, der sich aber auch in anderen Berufen betätigte und auch der Kunst zugetan war. Die Mutter stammte aus einem alten Schmallenberger Bauern- und Bürgergeschlecht. Unmittelbar nach der Schulentlassung begann sie an einer der Handstrickmaschinen der Schmallenberger Textilindustrie zu arbeiten. 
Sie machte sich 1883 schließlich mit einem eigenen, zunächst noch kleinen Betrieb selbständig. Über viele Jahre war sie nicht nur Inhaberin, sondern hat ihre Produkte auch selbst vertrieben. Mit der steigenden Nachfrage reichte die Produktionskapazität der alten Handstrickmaschinen nicht aus. Stecker schaffte 1909 erste motorbetriebene Maschinen an und 1913 war die Umstellung abgeschlossen. Der Erste Weltkrieg und die Nachkriegszeit führten zwar zu einigen Schwierigkeiten, haben das Werk aber nicht beschädigt. Im Jahr 1927 wurde die Produktion konsequent auf die Herstellung von Babywäsche und Kleinkinderbekleidung umgestellt. Ihr 70. Geburtstag im Jahr 1933 fiel mit dem 50-jährigen Bestehen ihres Unternehmens zusammen. Am Ende des Zweiten Weltkrieges im April 1945 war das Werk bei letzten Kriegshandlungen vollständig zerstört worden. Stecker resignierte nicht und baute es wieder auf. 
Sie hat maßgeblich dazu beigetragen, Schmallenberg zu einer textilindustriellen Stadt zu machen. Dabei war sie geprägt von sozialer Gesinnung und tätiger Nächstenliebe. Zu ihrem 90. Geburtstag erhielt sie die Ehrenbürgerwürde der Stadt Schmallenberg. Sie erhielt das Bundesverdienstkreuz (1953) und den päpstlichen Orden Pro Ecclesia et Pontifice.